# Вишняков, Виктор Григорьевич
Виктор Григорьевич Вишняков (род. 22 января 1931 года в дер. Высокое Молодотуйского района Калининской области, РСФСР, СССР) — российский учёный, политик, депутат Государственной Думы ФС РФ I и II созывов, профессор кафедры финансового и административного права РГТЭУ, эксперт центра мониторинга государственного управления и права РАНХиГС, доктор юридических наук, академик Международной академии информатизации.

## Биография
В 1955 году с отличием окончил Московский государственный университета имени М. В. Ломоносова по специальности «правоведение».
С 1955 по 1958 год работал лектором-консультантом в Читинском окружном Доме Советской Армии, в Читинском облисполкоме инструктором орготдела. С 1958 по 1961 год работал в Государственном юридическом издательстве редактором. С 1959 года — член КПСС. С 1964 по 1972 год работал в Институте государства и права АН СССР в должности младшего, а затем старшего научного сотрудника. Окончил аспирантуру Института государства и права АН СССР, защитил диссертацию на соискание учёной степени кандидата юридических наук.
С 1972 по 1977 год работал во Всесоюзном научно-исследовательском институте проблем организации и управления при Государственном комитете по науке и технике заведующим сектором. В 1974 году защитил диссертацию на соискание ученой степени доктора юридических наук по теме «Организационно-правовые проблемы структуры и штатов органов советского государственного управления».
С 1977 по 1981 год работал в Академии внешней торговли заведующим кафедрой, с 1982 по 1989 год работал в Высшей школе профсоюзного движения заведующим кафедрой управления международного факультета. С 1989 по 1993 год работал в Институте законодательства и сравнительного правоведения старшим, затем ведущим научным сотрудником.
В 1993 году избран депутатом Государственной думы I созыва, был заместителем председателя комитета по законодательству и судебно-правовой реформе, входил во фракцию ЛДПР.
В 1995 году избран депутатом Государственной думы II созыва по спискам партии ЛДПР. В Государственной думе был членом комитета по международным делам, членом мандатной комиссии, входил во фракцию ЛДПР. Входил в комиссию по правовым вопросам Межпарламентской Ассамблеи государств-участников Содружества независимых государств.
С 2000 по 2006 год работал в Институте законодательства и сравнительного правоведения при Правительстве РФ главным научным сотрудником, заведующим отделом. С 2006 года — профессор кафедры финансового и административного права Российского государственного торгово-экономического университета. Эксперт центра мониторинга государственного управления и права Российской академии народного хозяйства и государственной службы при Президенте РФ.

## Законотворческая деятельность
За время исполнения полномочий депутата Государственной думы I и II созыва выступил соавтором 24 законодательных инициатив и поправок к проектам федеральных законов.

## Награды
Медаль «За доблестный труд»